# Postales colombianas
Postales colombianas es una película colombiana de 2011 que hace una reflexión sobre diferentes e inquietantes aspectos de la realidad colombiana: el poder, la violencia, la predestinación. Bajo la dirección de Ricardo Coral Dorado, con la producción de Calle Luna Producciones, este film convoca a algunos de los mejores actores colombianos y es una apuesta desde su concepción y producción por un nuevo cine independiente en Colombia.

## Sinopsis
Piedad, Caridad y Fanny, mujeres intelectuales, feministas, bien posicionadas profesionalmente, autónomas y de clase media, se reencuentran una noche para compartir sus vivencias, recuerdos y puntos de vista. Esa misma noche se cruzan con tres hombres de apariencia normal; ellos terminarán siendo sus verdugos porque el ente de poder para el que trabajan les ha ordenado entregar nuevos “positivos”.

## Las postales
Postales Colombianas es una Comedia negra, basada en distintos fragmentos de la cotidianidad de personajes que pueden en Colombia ser cualquiera de nosotros.
Son nueve episodios que entrelazan la vida de los personajes que se convierten en víctimas o victimarios dentro de un sistema perverso del poder: 
1. Titancito
2. Bendito sea mi Dios
3. Freno de mano
4. Ellas Cena Romántica
5. El Beso
6. Ellos
7. El Papel
8. Cómo así.

El montaje de estos episodios está concebido como una manera de contar, de tal forma que cada episodio  puede ser visto de manera independiente y su interrelación conforma el total del argumento, pero también es un modelo para armar si quiere verse en un orden aleatorio. 
Bajo la dirección de Ricardo Coral Dorado y con la producción de Calle Luna Producciones, la película es una apuesta diferente del cine independiente en Colombia. 
En primer lugar, su producción es el resultado del trabajo de un colectivo de artistas y técnicos decididos a contribuir desde la estética cinematográfica y desde la reinvención, al debate alrededor de un hito vergonzoso de la historia política del país, los falsos positivos. 
Por otra parte, es una apuesta por una corriente naturalista en la que la cámara no es protagonista, sino testigo de la vida de los personajes, buscando siempre hacer énfasis en la importancia del relato.
El manejo actoral también estuvo caracterizado por elementos singulares: El guion, si bien relataba de manera precisa cada una de las escenas, permitía que los diálogos fueran resultado de la improvisación con los actores.  
Las locaciones inalteradas; las canciones más relevantes del sonido urbano colombiano Cesar López grabó el tema "toda bala es perdida" bajo la producción de Julio Monroy de DeltaRecords, también agrupaciones como Orquesta La 33, Bomba Estéreo, Pernett, Sidestepper, La Bambarabanda, La Sucursal, entre otros aparecen en la banda sonora de este film, producto de la asesoría musical del Músico Inglés Richard Blair; la iluminación prácticamente inexistente, son otros de los elementos que confluyen para que este naturalismo sea el estilo de una historia que reflexiona sobre el Poder, la Violencia y la Predestinación. Con un elemento más que en palabras de su director es protagonista de estas Postales, el humor, porque afirma Coral: “El resultado es una comedia negrísima muy política, aunque suene redundante, porque una comedia, si es política, no puede ser sino negra”.
Una producción que, sin desmedro de la calidad, se filmó de manera relámpago (6 días), que rotará por salas de cine alternativas y que, por primera vez para una película colombiana, se distribuirá por la red a partir de noviembre. www.callelunaprod.net

## Descripción de los personajes
Casting: Luz Stella Luengas, actriz de larga trayectoria, asumió la dirección del casting. Ella, con su amplísimo conocimiento del oficio y del medio, fue la encargada de conformar un elenco con suficiente destreza en la improvisación, rigor profesional y compromiso a toda prueba. 
Piedad: (Luz Stella Luengas) 
Mujer madura, autónoma, muy bien posicionada profesionalmente, lo suyo es vivir la vida con pasión. De las tres la más liberal desde un punto de vista sexual, políticamente comprometida, la relación de pareja no la inquieta en lo más mínimo, la soledad para ella no es un problema sino un estado tan interesante y deseable como el de la compañía. Su profesión, que está en la expresión artística, la llena por completo.
Caridad: (Alexandra Escobar)
Alma gemela de Piedad, no tan liberal, ni desinhibida, pero igual de comprometida, rebelde, autónoma, incluso, con más radicalidad que Piedad, seguramente porque a diferencia de ésta su profesión está en las ciencias sociales.
Fanny: (Adriana Campos) † 
La menor de las tres y también, curiosamente a pesar de su juventud, la más conservadora. Si bien por su educación también cree en la autonomía e independencia femenina, no ha terminado de romper con las viejas formas de asumir la feminidad según la cual para una realización plena es necesaria la pareja, así ésta sea un hombre casado y la tenga relegada a la condición de amante eventual, como es su caso en este momento. 
El Hombre: (Luis Hernando "Poli" Forero) 
Un personaje totalmente solitario, rutinario, sedentario, de la casa al trabajo y de vuelta, tiene como única compañía en la intimidad a un perro llamado Titán, la mascota es novia, compañera, mejor amiga. Metódico al extremo, el paradigma de lo que podría llamarse una existencia gris, gris, gris.
El Taxista: (Daniel Rocha) 
Católico fundamentalista, toda explicación está en Dios, la predeterminación es su dogma de fe, todos los males del mundo vienen porque nos hemos apartado del camino trazado por el señor, racista e ignorante, violento, intolerante, machista pero eso sí, hombre de bien, buen colombiano, honesto, honrado y trabajador, según el mismo se califica.
Federico: (Nicolás Rincón) 
El más joven, trabaja para la Agencia Estatal de Seguridad y está cumpliendo su sueño, es la culminación de su corta vida entregada a la patria, es lo único que le importa, admira a sus jefes, la jerarquía es su razón de ser, no se puede tener un alma más imbuida de patria, familia y Dios, hará lo que el superior le diga y dará su vida, o cegará la de otro, por una orden motivada por el bien de la patria, cuestionar no es una acción que para él exista, en cambio obedecer es su razón de vivir.

## Ficha técnica
| - Luz Stella Luengas - Adriana Campos - Alexandra Escobar | - Nicolas Rincón - Luis Hernando Forero - Daniel Rocha |

| - Rodrigo Sánchez - Julio Correal - Constanza Gutiérrez - Juan Pablo Raba - Ramses Ramos - Indhira Serrano - Gabriela Zas - Tiberio Cruz - Manuel Chacón - Nilson Fernández - Alex Betancourt | - Fernando Rojas - Sandra Guzmán - Paola Guarnizo - Fernando Lara - Juan David Sánchez - Jorge Sánchez - Carlos Aguilar Redondo (España) - Xavier Casas Gil (España) - Cesc (España) |

## Festivales
- Festival de cine latino de Nueva York  www.nylatinofiilm.com

- Festival de Cine Colombiano de Medellín www.festicineantioquia.com

- Festival de cine latino de Chicago www.chicagolatinofilmfestival.org